# Palazzo Pietro Spinola di San Luca
Il palazzo Pietro Spinola di San Luca è un edificio sito in piazza di Pellicceria al civico 3 nel centro storico di Genova. L'edificio fu inserito nella lista dei palazzi iscritti ai Rolli di Genova.

## Storia e descrizione
Il palazzo si affaccia sulla piazza, di fronte alla Galleria Nazionale di Palazzo Spinola, esaltandone i caratteri di ambiente nobiliare. L'edificio, inserito nei rolli del 1588, del 1599 e del 1614 a nome di Pietro Spinola ed eredi, ha conservato l'impianto cinquecentesco dell'atrio e dello scalone che conduce fino al terzo piano.
La facciata è impreziosita da un portale in marmo con stipiti adorni di tralci e grappoli d'uva e da un soprapporta con San Giorgio e il drago. L'edificio, in ottimo stato di manutenzione, è adibito ad abitazioni.

## Galleria d'immagini

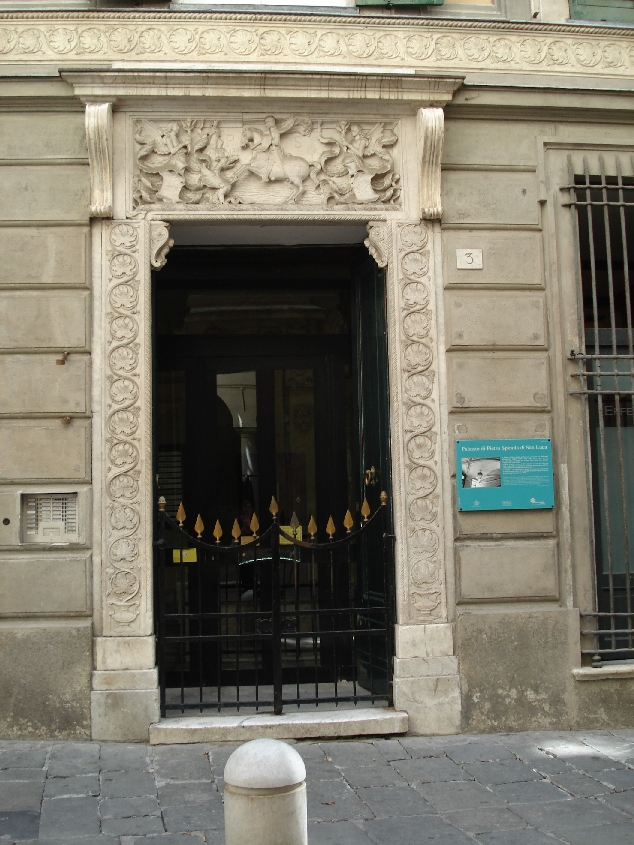
Il portale
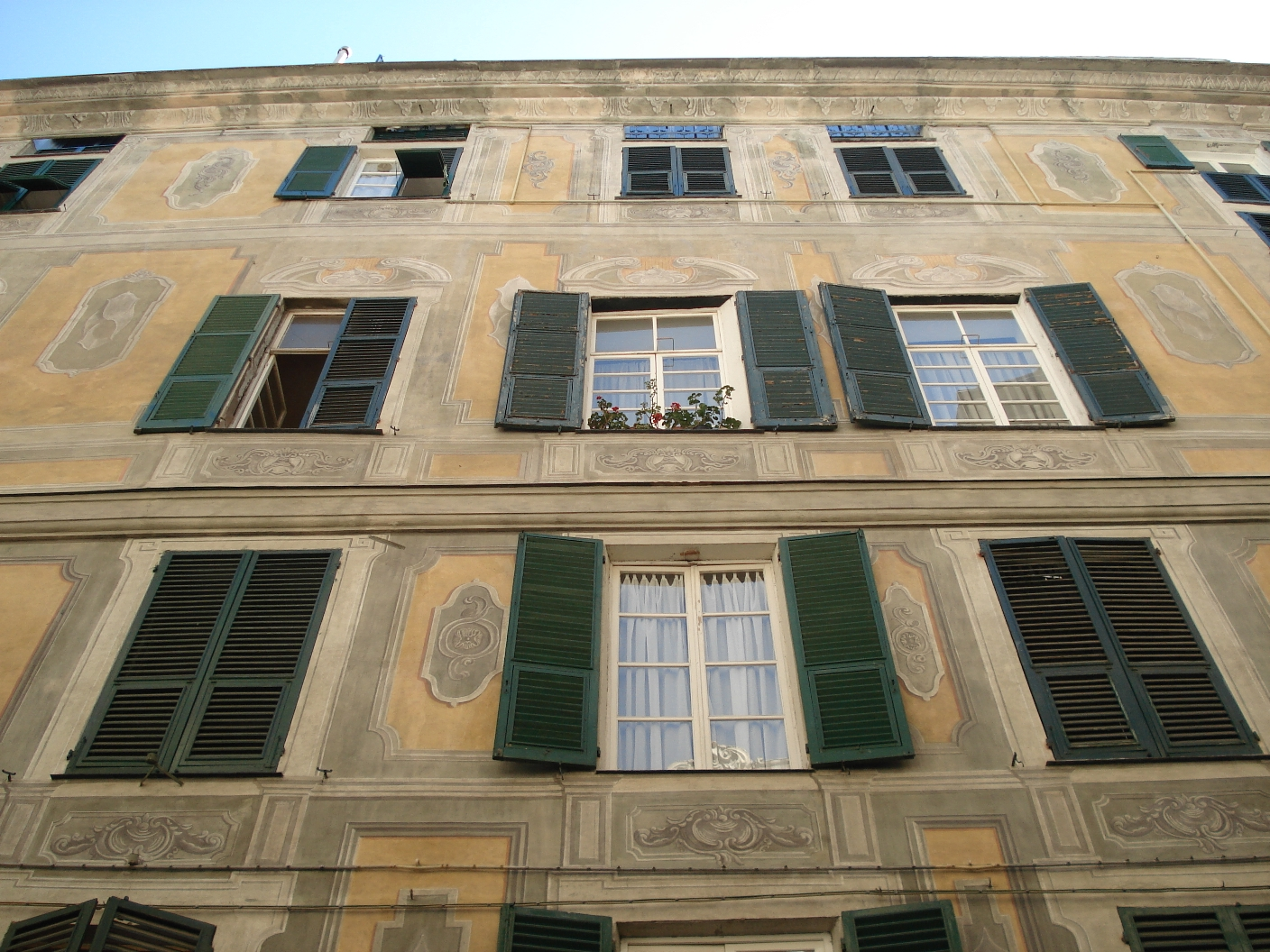
La facciata
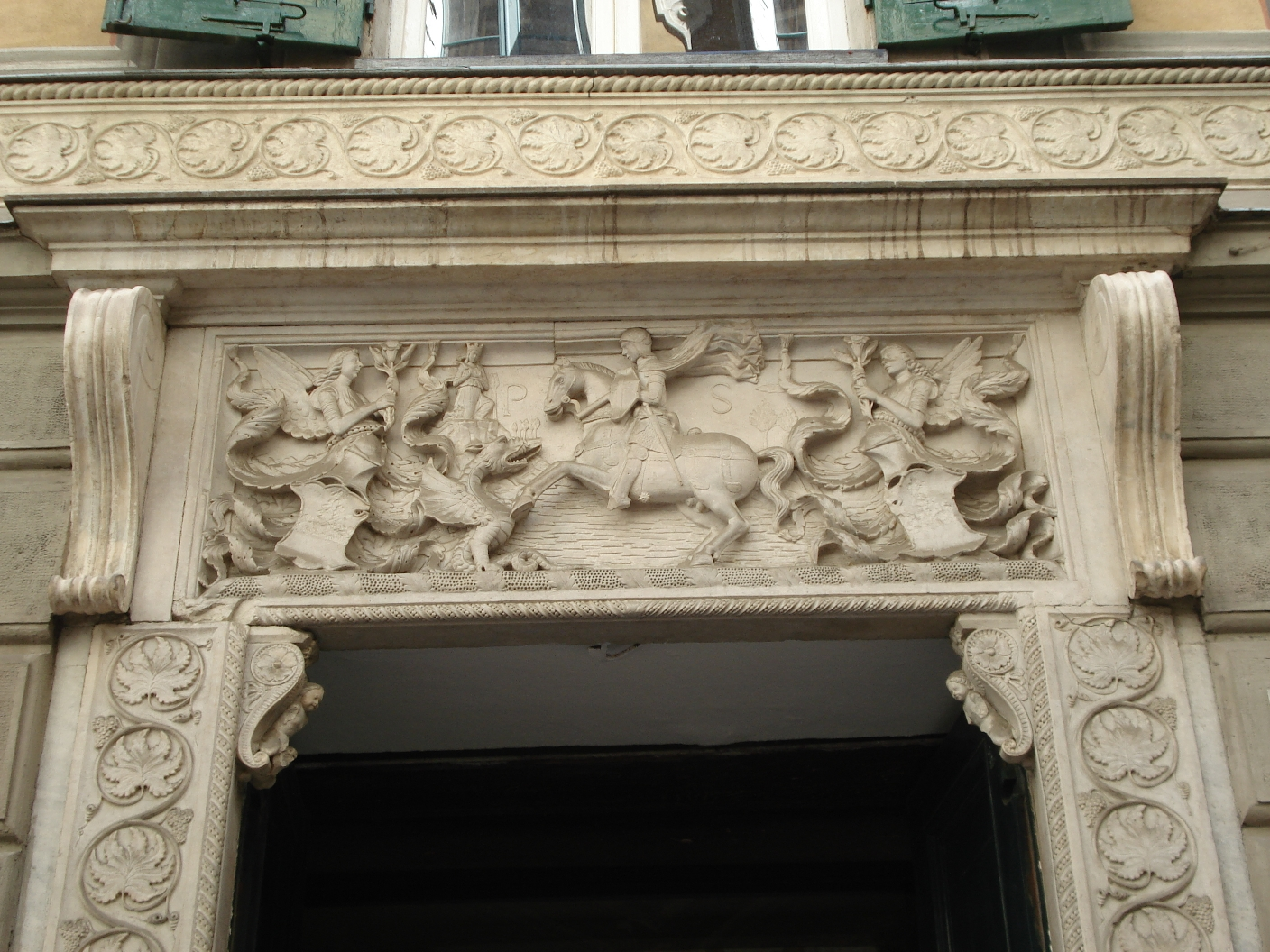
Particolare del portale